# Anhalt-Zerbst (district)
Districtul Anhalt-Zerbst este un district rural  (în germană 'Landkreis) în landul Saxonia-Anhalt, Germania care la data de 01.07.2007 a fost împărțit între districtul urban Dessau-Roßlau și distictele rurale Anhalt-Bitterfeld, Jerichower Land și Wittenberg.
1. ↑  Bundesgesetzblatt, 27 septembrie 2004, p. 2350